# Enriqueta O'Neill
Enriqueta O'Neill de Lamo (Madrid, 31 de julio de 1909-Barcelona, 17 de noviembre de 1972) fue una actriz y escritora española que publicó con el seudónimo de Regina Flavio entre 1942 y 1970. Fue la madre de la escritora y política Lidia Falcón.

## Biografía
Nació el 31 de julio de 1909 en Madrid, España. Era hija de Enrique O'Neill Acosta, un diplomático mexicano con ascendencia irlandesa, y de la española Regina de Lamo y Jiménez (alias Nora Avante), una escritora, pianista y apasionada defensora del sindicalismo y del cooperativismo y colaboradora de Lluis Companys. Tuvo una hermana también escritora, Carlota O'Neill (alias Laura de Noves), además de varios medio-hermanos de un matrimonio anterior de su padre. Su tío materno Carlos Lamo y Jiménez, fue el compañero sentimental de la escritora y periodista Rosario de Acuña.
Trabajó como cantante y actriz, conociendo al escritor, periodista y político peruano César Falcón, un hombre casado, con quien tuvo una relación de la que nació su hija Lidia Falcón O'Neill en 1935. En julio de 1936, tras el asesinato de su cuñado Virgilio Leret Ruiz, militar e ingeniero, su hermana Carlota fue detenida y encarcelada varios años. Ella se instaló en Barcelona junto a su madre, donde logró un trabajo como censora, que complementó con trabajos como periodista y traductora de inglés y francés. Gracias a su relación con el entonces Secretario Provincial de Prensa de Barcelona José Bernabé Oliva, logró que tras la liberación de su hermana, esta recuperara la custodia de sus sobrinas, que entraron a estudiar en un centro regentado por las Misioneras de Cristo Rey en Barcelona. En 1942, tanto ella, como su madre y hermana comenzaron a escribir novelas bajo seudónimos. Su madre falleció en 1947, y cuando sus sobrinas se hicieron mayores, su hermana decidió abandonar España, y dirigirse primero a Venezuela, y luego a México, donde se instaló definitivamente.
Su hija comenzó a escribir joven e interesarse por la política, y cuando fue encarcelada por propaganda ilegal, Enriqueta no pudo soportarlo y se suicidó el 17 de noviembre de 1972 en Barcelona, a los 63 años.

### Como Regina Flavio

#### Novelas románticas
- El verdadero amor de Chopin (biografía novelada) (1942)
- Un hombre interesante (1942)
- El mañana es nuestro (1945)
- Tras la niebla (1945)
- El tiempo pasa (1946)
- Idilio entre sombras (1947)
- Quimera de amor (1947)
- Alma de Marruecos (1950)

#### Otras obras
- Una mujer frente a su destino (1960)
- Matando siglos en la boca de Aroa (1970)